# 水妖星
水妖星（165 Loreley）是一顆位於小行星帶的小行星，由克里斯蒂安·亨利·弗里德里希·彼得斯於1876年8月9日在美國奧奈達縣柯林頓所發現。
水妖星以德國神話民間傳說中的水妖羅蕾萊命名。
天文學家在1990年代後期利用網路來收集光度曲線數據，用來推導出10顆小行星的自轉及外形，其中也包括水妖星。